# Imperial Service Order
Imperial Service Order er orden, der blev oprettet af kong Edward 7. af Storbritannien i august 1902. 
Ordenen blev givet til kontorpersonale og andre administrative embedsmænd, der havde gjort tjeneste i de britiske kolonier i mange år. Ordenen blev givet både til mænd og kvinder. 
Medlemmerne af ordenen kan skrive ’’ISO’’ efter deres navn. 

## Imperial Service Medal
Pensionerede embedsmænd kan tildeles en medalje for tro tjeneste i kolonierne.  

## Efter 1993
I 1993 blev der besluttet af uddelingen af ordenen skulle begrænses. Regeringen for Papua Ny Guinea fortsætter dog med at indstille kandidater både til ordenen og til medaljen.